# Административно деление на Малави
Малави административно се поделя на 3 региона - Северен, Централен и Южен. От своя страна регионите се поделят на области, като общия брой на областите е 28.
- Централен
  - 1 – Дедза
  - 2 – Дова
  - 3 – Касунгу
  - 4 – Лилонгве
  - 5 – Мчинджи
  - 6 – Нхотакота
  - 7 – Нтчеу
  - 8 – Нтчиси
  - 9 – Салима

- Северен
  - 10 – Читипа
  - 11 – Каронга
  - 12 – Ликома
  - 13 – Мзимба
  - 14 – Нхата Бей
  - 15 – Румфи

- Южен
  - 16 – Балака
  - 17 – Блантайр
  - 18 – Чикуауа
  - 19 – Чирадзулу
  - 20 – Мачинга
  - 21 – Мангочи
  - 22 – Мулание
  - 23 – Мванза
  - 24 – Нсане
  - 25 – Тхиоло
  - 26 – Паломбе
  - 27 – Зомба
  - 28 – Нено